# Васильев, Николай Сергеевич (рабочий)
Николай Сергеевич Васильев — советский хозяйственный и государственный деятель, лауреат Государственной премии СССР за выдающиеся достижения в труде.

## Биография
Родился в 1929 году в Ленинградской области в крестьянской семье. Член КПСС.
Окончил школу ФЗО при Волховском алюминиевом заводе.
В 1947—1950 — строитель на восстановлении Волховского алюминиевого завода.
В 1950—1953 — военнослужащий Советской армии.
В 1953—1991 — строгаль дубильного цеха кожевенного завода «Марксист», бригадир строгалей объединения кожевенных предприятий имени Радищева.
За инициативу в развитии соревнования за увеличение производства и улучшение качества товаров народного потребления на основе расширения зон обслуживания, обеспечения режима экономии был в составе коллектива удостоен Государственной премии СССР за выдающиеся достижения в труде 1977 года.
Жил в Санкт-Петербурге.

## Награды
- Орден Знак Почёта
- Орден Трудовой Славы III степени